# Atlantisk menhaden
Atlantisk menhaden (Brevoortia tyrannus) är en art i familjen sillfiskar.

## Utseende
En långsträckt fisk, med en avlång men tämligen hög kropp som är ihoptryckt från sidorna och har ett kraftigt huvud med en stor mun, samt en kraftigt urnypen stjärtfena. Ryggen är blå- till grönaktig, övergående till silverfärg på nedre delen av kroppen. Längs sidornas mitt kan kroppsfärgen ha en brunglänsande anstrykning. Bröstfenorna är rundade, vilket skiljer den från den nära släktingen B. gunteri, tillsammans med det färre antalet fjäll (B. gunteri har 60 till 77 längs sidlinjen, medan denna art har mellan 42 och 48).  Bakom övre delen av gällocket har den en stor, mörk fläck, och längs sidorna har den flera liknande, men mindre fläckar. Arten kan bli upp till 50 cm lång.

## Vanor
Den atlantiska menheden är en pelagisk stimfisk, som lever i kustnära vatten under sommaren, men drar sig ut mot djupare vatten till hösten. Arten kan gå ner till ett djup av 50 m. Födan består av plankton som den filtrerar med sina gälräfständer, både växtplankton som dinoflagellater och djurplankton som havsborstmaskar och små kräftdjur samt detritus.

### Fortplantning
Arten kan leka under hela året. De två viktigaste fortplantningsperioderna infaller emellertid under våren (mars till maj) och hösten (september till oktober). Vanligtvis sker leken i flodernas tidvattensområden. Larverna är pelagiska, och antas tillbringa omkring en månad på djupare vatten, innan de återvänder till de kustnära områden i vilka de kläcktes.

## Utbredning
Den atlantska menheden finns längs Nordamerikas atlantkust från Nova Scotia i Kanada till mellersta Floridas västkust.

## Ekonomisk användning
Det bedrivs ett omfattande fiske på atlantisk menheden, framför allt i USA.. Den används framförallt till fiskolja, fiskmjöl och gödsel, men saluförs även som människoföda i färsk, saltad, rökt och konserverad form.